# Liga de Campeones Árabe 2008-09
La Liga de Campeones Árabe 2008-09 es la 25.ª edición de este torneo de fútbol a nivel de clubes del Mundo Árabe organizada por la UAFA y que contó con la participación de 35 equipos representantes de África del Norte, Medio Oriente y África del Este, 3 equipos más que en la edición anterior. A diferencia de la edición anterior, se jugó una fase preliminar y solo se disputaron enfrentamientos a eliminación directa.
El Espérance de Túnez venció en la final al WAC Casablanca de Marruecos para ganar el torneo por segunda ocasión.

## Participantes
35 equipos formaron parte de esta edición.

### Asia
| Baréin (1)                 | Busaiteen (Subcampeón de la Bahraini PL 2007-08) |
| Irak (1)                   | Al-Quwa Al-Jawiya (3º Lugar de la Iraqi Premier League 2007-08) |
| Jordania (3)               | Al-Wahdat (Campeón de la Jordan League 2007-08 Champion) Al-Faisaly (Subcampeón de la Jordan League 2007-08) Shabab Al-Ordon (3º Lugar de la Jordan League 2007-08) |
| Kuwait (3)                 | Kuwait SC (Campeón de la Kuwaiti PL 2007-08) Al-Qadisiya (Subcampeón de la Kuwaiti PL 2007-08) Al Arabi Kuwait (4º Lugar de la Kuwaiti PL 2007-08)                  |
| Líbano (1)                 | Al-Ansar (Subcampeón de la LPL 2007-08) |
| Omán (1)                   | Dhofar (Subcampeón de la Liga Profesional de Omán 2007-08) |
| Palestina (1)              | Wadi Al-Nes (Campeón de la West Bank League 2007-08) |
| Arabia Saudita (2)         | Al-Hazm Rass (3º Lugar de la Saudi Champions Cup 2007-08) Al-Wahda Mecca (Invitación de la Saudi PL 2007-08)                                                        |
| Siria (2)                  | Al-Ittihad Aleppo (3º Lugar de la Syrian PL 2007-08) Al-Taliya (4º Lugar de la Syrian PL 2007-08)                                                                   |
| Emiratos Árabes Unidos (1) | Al-Shaab (5º Lugar de la UAE League 2007-08) |
| Yemen (1)                  | Al-Hilal Al-Sahili (Campeón de la Yemeni League 2007-08) |

### África
| Argelia (3)    | ES Sétif (Campeón Defensor 2007-08, 3º Lugar del Algerian CN 2007-08) USM Alger (4º Lugar del Algerian CN 2007-08) USM Annaba (Invitación del Algerian CN 2007-08) |
| Comoras (1)    | Jakam (Representante) |
| Yibuti (1)     | SID (Campeón de la Djibouti PL 2007-08) |
| Egipto (1)     | Ismaily SC (Subcampeón de la Egyptian PL 2007-08) |
| Libia (2)      | AL-Ittihad (Campeón de la Libyan PL 2007-08) Al-Ahly (Subcampeón de la Libyan PL 2007-08)                                                                          |
| Mauritania (1) | ASC Nasr de Sebkha (Representante) |
| Marruecos (3)  | Raja Casablanca (3º Lugar de la Botola 2007-08) Hassania Agadir (4º Lugar de la Botola 2007-08) Wydad Casablanca (Invitación de la Botola 2007-08)                 |
| Somalia (1)    | SITT Daallo (Representante) |
| Sudán (2)      | Al-Hilal Omdurmán (Campeón de la Sudan PL 2007-2008) Al-Merreikh Omdurmán (Subcampeón de la Sudan PL 2007-2008)                                                    |
| Túnez (3)      | Espérance (3º Lugar del Ligue 1 2007-08) US Monastirienne(4º Lugar del Ligue 1 2007-08) CS Sfaxien(Invitación del Ligue 1 2007-08)                                 |

## Premios
- Campeón: 1,000,000 $
- Finalista: 650,000 $
- Semifinal: 200,000 $
- Cuartos de Final: 100,000 $
- Segunda Ronda: 40,000 $
- Primera Ronda: 20,000 $
- Clasificatoria: 5,000 $

## Ronda Clasificatoria
|  | Semifinales                       | Semifinales                       |     |             | Final                          | Final                          |  |
|  | 4 y 6 de octubre de 2008 - Yibuti | 4 y 6 de octubre de 2008 - Yibuti |     |             | 10 de octubre de 2008 - Yibuti | 10 de octubre de 2008 - Yibuti |  |
|  |                                   |                                   |     |             |                                |                                |  |
|  |                                   |                                   |     |             |                                |                                |  |
|  | Wadi Al-Nes                       | 4                                 |     |             |                                |                                |  |
|  | Wadi Al-Nes                       | 4                                 |     |             |                                |                                |  |
|  | Jakam                             | 1                                 |     |             |                                |                                |  |
|  | Jakam                             | 1                                 |     | Wadi Al-Nes | 4                              |                                |  |
|  |                                   |                                   |     | Wadi Al-Nes | 4                              |                                |  |
|  |                                   |                                   | SID | 2           |                                |                                |  |
|  | SID                               | 2(p)                              | SID | 2           |                                |                                |  |
|  | SID                               | 2(p)                              |     |             |                                |                                |  |
|  | SITT Daallo                       | 2                                 |     |             |                                |                                |  |
|  | SITT Daallo                       | 2                                 |     |             |                                |                                |  |
|  |                                   |                                   |     |             |                                |                                |  |

## Primera Ronda
| Equipo 1             | Agr.         | Equipo 2           | Ida | Vuelta    |
| -------------------- | ------------ | ------------------ | --- | --------- |
| ES Sétif             | 3-2          | Al-Ansar           | 3-2 | 0-0       |
| Al-Quwa Al-Jawiya    | 2-1          | Hassania Agadir    | 2-1 | 0-0       |
| USM Alger            | 4-3          | Al-Wahda Mecca     | 3-0 | 1-3       |
| Al-Ittihad Aleppo    | 0-0 (4-2 p.) | USM Annaba         | 0-0 | 0-0       |
| Wydad Casablanca     | 5-0          | Shabab Al-Ordon    | 3-0 | 2-0       |
| Al-Wahdat            | 3-1          | Dhofar             | 2-1 | 1-0       |
| Ismaily SC           | 7-2          | Busaiteen          | 3-1 | 4-1       |
| Al-Ittihad           | 2-3          | US Monastirienne   | 1-1 | 1-2       |
| CS Sfaxien           | 3-0          | ASC Nasr de Sebkha | 3-0 | 0-0       |
| Espérance            | 0-0 (9-8 p.) | Al-Ahly            | 0-0 | 0-0       |
| Raja Casablanca      | 6-2          | Al-Taliya          | 4-0 | 2-2       |
| Al-Faisaly           | 2-1          | Wadi Al-Nes        | 0-0 | 2-1       |
| Kuwait SC            | (w/o) 1      | Al-Hilal Al-Sahili | 3-0 | Cancelado |
| Al-Qadisiya          | (w/o) 1      | Al-Hazm Rass       | -   | -         |
| Al-Hilal Omdurmán    | (w/o) 1      | Al-Arabi           | -   | -         |
| Al-Merreikh Omdurmán | (w/o) 2      | Al-Shaab           | -   | -         |

1 Los partidos de los equipos de Kuwait fueron cancelados por la FIFA debido a que la membreciá de la Kuwait Football Association a la FIFA fue congelada.
2 El Al-Shaab abandonó el torneo.

## Segunda Ronda
| Equipo 1             | Agr.    | Equipo 2         | Ida | Vuelta   |
| -------------------- | ------- | ---------------- | --- | -------- |
| Al-Hilal Al-Sahili   | 2-8     | Espérance        | 1-2 | 1-6      |
| Al-Quwa Al-Jawiya    | 1-3     | US Monastirienne | 1-1 | 0-2      |
| Ismaily SC           | 7-2     | USM Alger        | 3-1 | 4-1      |
| Al-Hazm Rass         | 1-5     | Al-Faisaly       | 0-2 | 1-3      |
| Al-Merreikh Omdurmán | 7-8     | Al-Wahdat        | 3-1 | 4-7      |
| CS Sfaxien           | 1-0     | Raja Casablanca  | 0-0 | 1-0      |
| Al-Ittihad Aleppo    | 1-2     | Wydad Casablanca | 1-0 | 0-2      |
| Al-Hilal Omdurmán    | (w/o) 1 | ES Sétif         | 1-2 | Abandono |

1 El Al-Hilal Omdurmán abandonó el torneo.

## Cuartos de final
| Equipo 1         | Agr.         | Equipo 2         | Ida | Vuelta |
| ---------------- | ------------ | ---------------- | --- | ------ |
| Al-Faisaly       | 2-7          | CS Sfaxien       | 2-3 | 0-4    |
| Ismaily SC       | 3-3 (3-4 p.) | Espérance        | 1-2 | 2-1    |
| US Monastirienne | 2-4          | ES Sétif         | 1-1 | 1-3    |
| Al-Wahdat        | 2-5          | Wydad Casablanca | 2-1 | 0-4    |

## Semifinales
| Equipo 1   | Agr. | Equipo 2         | Ida | Vuelta |
| ---------- | ---- | ---------------- | --- | ------ |
| ES Sétif   | 0-3  | Espérance        | 0-1 | 0-2    |
| CS Sfaxien | 1-3  | Wydad Casablanca | 1-1 | 0-2    |

## Final
| Equipo 1         | Agr. | Equipo 2  | Ida | Vuelta |
| ---------------- | ---- | --------- | --- | ------ |
| Wydad Casablanca | 1–2  | Espérance | 0–1 | 1-1    |

## Campeón
| Liga de Campeones Árabe 2008-09 |
| ------------------------------- |
| Bandera de Túnez                |
| Espérance 2º Título             |

## Goleadores
| Pos. | Nombre             | Club                 | Goles |
| ---- | ------------------ | -------------------- | ----- |
| 1    | Abdelmalek Ziaya   | ES Sétif             | 5     |
| 1    | Mahmoud Shelbaieh  | Al-Wahdat            | 5     |
| 1    | Rafik Abdessamad   | Al-Wahda             | 5     |
| 2    | Mustapha Bidoudane | Wydad Casablanca     | 4     |
| 2    | Mustafa Karim      | Ismaily              | 4     |
| 2    | Haikel Gmamdia     | CS Sfaxien           | 4     |
| 2    | Ra'fat Ali         | Al-Wahdat            | 4     |
| 2    | Abdallah Said      | Ismaily              | 4     |
| 2    | Michael Eneramo    | Espérance            | 4     |
| 2    | Hichem Essifi      | US Monastir          | 4     |
| 3    | Oussama Darragi    | Espérance            | 3     |
| 3    | Wajdi Bouazzi      | Espérance            | 3     |
| 3    | Hassan Tair        | Raja Casablanca      | 3     |
| 3    | Abdelhameed Amarri | Al-Merreikh Omdurmán | 3     |
| 3    | Mohab Said         | Ismaily              | 3     |